# تومب رايدر 4-6 ريماسترد
تومب رايدر 4-6 ريماسترد (بالإنجليزية: Tomb Raider IV–VI Remastered)، هي حزمة لعبة فيديو أمريكية، وتحتوي على 3 ألعاب قديمة لسلاسل تومب رايدر، وهي من تطوير ونشر أسباير، صدرت في المتاجر الإلكترونية بتاريخ 14 فبراير 2025، وتعمل على منصات بلاي ستيشن 4 وبلاي ستيشن 5 وإكس بوكس ون وإكس بوكس سيريس إكس/إس ومايكروسوفت ويندوز ونينتندو سويتش، وتحتوي هذه الحزمة على تومب رايدر: ذا لاست ريفيلايشن وتومب رايدر: كرونيكلز وتومب رايدر: ذا أينجل أوف داركنس.